# SMS Seeadler
SMS Seeadler var ett tremastat segelfartyg (1916-1917). Det var ett av de sista segelfartygen som användes i krig. Seeadler jagade handelsfartyg under första världskriget.

## Historia
Skeppet hette ursprungligen Pass of Balmaha och byggdes av Robert Duncan Company, Glasgow, Skottland 1888. Det stålskrovade segelfartyget på 245 fot och 1 571 ton ägdes först av Harris-Irby Cotton Company, Boston. Det bordades av en tysk ubåt och beslagtogs av tyskarna. 1916 blockerade de allierade sjöfartsvägarna till Tyskland så att de tyska krigsskeppen inte hade tillgång till kol. Därför skickade tyskarna ut segelfartyg.
Skeppet utrustades med en reservmotor samt dolda utrymmen för extra besättning och fångar. Det fanns också två dolda 10,5 cm kanoner som kunde sänkas in under däck och därmed var osynliga och kunde höjas upp i bästa Jules Verne-stil, samt två dolda tunga kulsprutor och handeldvapen för att borda andra skepp med. Dessa användes sällan, och under hela äventyret dog endast en enda människa på någondera sidan.
Den 21 december seglade Seeadler under Felix von Luckner. Kamouflerat som en norsk skuta med trälast kom den igenom den brittiska blockadlinjen trots att den visiterats. Besättningen pratade norska. Under 225 dagar kapade hon 15 skepp i Atlanten och i Stilla havet trots att hon var förföljd av ett stort uppbåd brittiska och amerikanska skepp.
Resan slutade den 2 augusti 1917 på ett rev Maupihaa-atollen i Sällskapsöarna i Franska Polynesien.

## Kapade skepp
Felix von Luckner kapade 16 skepp på totalt 30 099 ton. 15 av dessa kapades när han var kapten på Seeadler från den 21 december 1916 till 5 september 1917. 
- Gladis Royle, 3 268 ton, brittiskt ångfartyg, kapat och sänkt den 9 januari 1917.
- Lundy Island, 3 095 ton, brittiskt ångfartyg, kapat och sänkt den 10 januari 1917.
- Charles Gounod, 2 199 ton, fransk bark kapad och sänkt den 21 januari 1917.
- Perce, 364 ton, skonare kapad och sänkt den 24 januari 1917.
- Antonin, 3 071 ton, fransk bark kapad och sänkt den 3 februari 1917.
- Buenos Ayres, 1 811 ton, italienskt segelfartyg kapat och sänkt den 9 februari 1917.
- Pinmore, 2 431 ton, skonare kapad och sänkt den 19 februari 1917.
- British Yeoman, 1 953 ton, bark kapad och sänkt 26 februari 1917.
- La Rochefoucauld, 2 200 ton, fransk bark kapad och sänkt den 27 februari 1917.
- Dupleix, 2 206 ton, fransk bark kapad och sänkt den 5 mars 1917.
- Horngarth, 3 609 ton, brittiskt ångfartyg, kapad och sänkt den 11 mars 1917.
- Cambronne, 1 833 ton, brittiskt ångfartyg, fransk bark kapad men släppt 21 mars, anlände till Rio de Janeiro, Brasilien, den 30 mars 1917.
- A. B. Johnson, 529 ton, en amerikansk skonare kapades och sänktes den 14 juni 1917.
- R. C. Slade, 673 ton, en amerikansk skonare kapades och sänktes den 18 juni 1917.
- Manila, 731 ton, en amerikansk skonare kapades och sänktes den 8 juli 1917.
- Lutece, 126 ton, fransk skonare kapades den 5 september 1917 efter att Seeadler förlist. Seglade till Påskön som Fortuna och kom fram den 4 oktober.